# 世界は今 JETROグローバル・アイ
『世界は今 -JETRO Global Eye』（せかいはいま ジェトロ グローバル アイ）は、日本貿易振興機構（JETRO）が制作する経済情報番組である。

## 概要
JETROが提供・企画をしており、番組は「JETRO広報課映像メディア班」が制作している。世界各地のJETRO駐在員事務所から駐在員が現地の経済・産業・貿易の現状についてのレポート、企業のトップ（社長、会長）たちへのインタビュー等や現地でビジネスチャレンジをしている日本人を中心とした人々で構成されている。
開始当初は30分間、途中から15分間の放送になり、現在は10分放送。
司会者は2005年春まではTOKYO MXのアナウンサーやビデオジャーナリストが担当してきたが、2005年度はフリーアナウンサーの黒木美紀、2006年以降は同じく棚橋志乃が担当していた。2015年4月からは田畑智佳子が担当していた。2017年4月からは馬場典子が担当している。現在、司会者は置かれていない。
放送局はTOKYO MX→BS11→TwellV→BS11→日経CNBCと何度も変更されている。

## 歴代司会
| 歴代 | 司会者     | 任期                                      |
| ---- | ---------- | ----------------------------------------- |
| 12   | 江連裕子   | 令和3（2021）年4月 -                      |
| 11   | 八木ひとみ | 平成31（2019）年4月 - 令和3（2021）年3月  |
| 10   | 宮瀬茉祐子 | （不明） - 平成31（2019）年3月            |
| 9    | 馬場典子   | 平成29（2017）年4月 - （不明）            |
| 8    | 田畑智佳子 | 平成27（2015）年4月 - 平成29（2017）年3月 |
| 7    | 田崎日加理 | 平成24（2012）年4月 - 平成27（2015）年3月 |
| 6    | 松富かおり | 平成22（2010）年4月 - 平成24（2012）年3月 |
| 5    | 棚橋志乃   | 平成18（2006）年4月 - 平成22（2010）年3月 |
| 4    | 黒木美紀   | 平成17（2005）年4月 - 平成18（2006）年3月 |
| 3    | 川口佐枝子 | 平成16（2004）年4月 - 平成17（2005）年3月 |
| 2    | 西野七海   | 平成15（2003）年4月 - 平成16（2004）年3月 |
| 1    | 前田晴美   | 平成14（2002）年7月 - 平成15（2003）年9月 |

## 放送時間
- 日経CNBC
  - 毎週水曜日午後8時50分 - 午後9時
  - 毎週日曜日午後10時 - 午後10時10分（再放送、2014年4月から）